# Соловейко
Солове́йко (Luscinia), також солове́й — рід дрібних птахів родини мухоловкових ряду Горобцеподібних.

## Опис
Представники роду належать до дрібних птахів із типовим для горобцеподібних виглядом. Довжина в середньому становить 144—170 мм, вага — 13,4-26 г. Переважає однотонне, сіро-буре забарвлення, однак деякі види, як, наприклад, синьошийка, мають яскраво забарвлені ділянки оперення, черевце — світліше, боки — сірі, дзьоб — маленький, жовтого кольору. Статевий диморфізм не виразний.

## Систематика
Рід включає 12 видів, в Україні — 3 види:
- Соловейко західний (Luscinia megarhynchos), гніздиться в Криму, нечисленний у Прикарпатті, рідкий в західних областях поліської і лісостепової зони;
- Соловейко східний (Luscinia luscinia), повсюдний;
- Синьошийка (Luscinia svecica), повсюдний гніздовий птах, крім Карпат, Криму й Степу.

Інші види:
- Luscinia calliope
- Luscinia sibilans
- Luscinia brunnea
- Luscinia pectoralis
- Luscinia ruficeps
- Luscinia obscura
- Luscinia pectardens
- Luscinia cyane

## Соловейко як символ
Соловейко — один з українських народних символів.